# 2001-es sebringi 12 órás verseny
A Sebringi 12 órás versenyt 2001. március 17-én, 49. alkalommal rendezték meg.

## Végeredmény
|            | Kategória | #  | Csapat                                | Versenyző                                                 | Modell                      | Gumi | Körök |
| Motor      | Kategória | #  | Csapat                                | Versenyző                                                 |                             | Gumi | Körök |
| ---------- | --------- | -- | ------------------------------------- | --------------------------------------------------------- | --------------------------- | ---- | ----- |
| 1          | LMP900    | 1  | Audi Sport North America              | Rinaldo Capello Michele Alboreto Laurent Aïello           | Audi R8                     | M    | 370   |
| 1          | LMP900    | 1  | Audi Sport North America              | Rinaldo Capello Michele Alboreto Laurent Aïello           | Audi 3.6L Turbo V8          | M    | 370   |
| 2          | LMP900    | 2  | Audi Sport North America              | Frank Biela Emanuele Pirro Tom Kristensen                 | Audi R8                     | M    | 370   |
| 2          | LMP900    | 2  | Audi Sport North America              | Frank Biela Emanuele Pirro Tom Kristensen                 | Audi 3.6L Turbo V8          | M    | 370   |
| 3          | LMP900    | 38 | Champion Racing                       | Dorsey Schroeder Andy Wallace Ralf Kelleners              | Audi R8                     | M    | 366   |
| 3          | LMP900    | 38 | Champion Racing                       | Dorsey Schroeder Andy Wallace Ralf Kelleners              | Audi 3.6L Turbo V8          | M    | 366   |
| 4          | LMP900    | 18 | Johansson Motorsport Arena Motorsport | Stefan Johansson Guy Smith                                | Audi R8                     | M    | 362   |
| 4          | LMP900    | 18 | Johansson Motorsport Arena Motorsport | Stefan Johansson Guy Smith                                | audi 3.6L Turbo V8          | M    | 362   |
| 5          | LMP900    | 37 | Intersport                            | John Field Duncan Dayton Rick Sutherland                  | Lola B2K/10                 | G    | 332   |
| 5          | LMP900    | 37 | Intersport                            | John Field Duncan Dayton Rick Sutherland                  | Judd GV4 4.0L V10           | G    | 332   |
| 6          | GTS       | 26 | Konrad Team Saleen                    | Terry Borcheller Oliver Gavin Franz Konrad                | Saleen S7-R                 | G    | 332   |
| 6          | GTS       | 26 | Konrad Team Saleen                    | Terry Borcheller Oliver Gavin Franz Konrad                | Ford 7.0L V8                | G    | 332   |
| 7          | GTS       | 4  | Corvette Racing                       | Andy Pilgrim Kelly Collins Franck Fréon                   | Chevrolet Corvette C5-R     | G    | 331   |
| 7          | GTS       | 4  | Corvette Racing                       | Andy Pilgrim Kelly Collins Franck Fréon                   | Chevrolet 7.0L V8           | G    | 331   |
| 8          | GT        | 23 | Alex Job Racing                       | Lucas Luhr Sascha Maassen Emmanuel Collard                | Porsche 911 GT3-RS          | M    | 326   |
| 8          | GT        | 23 | Alex Job Racing                       | Lucas Luhr Sascha Maassen Emmanuel Collard                | Porsche 3.6L Flat-6         | M    | 326   |
| 9          | GT        | 22 | Alex Job Racing                       | Randy Pobst Christian Menzel Timo Bernhard                | Porsche 911 GT3-RS          | M    | 326   |
| 9          | GT        | 22 | Alex Job Racing                       | Randy Pobst Christian Menzel Timo Bernhard                | Porsche 3.6L Flat-6         | M    | 326   |
| 10         | GT        | 42 | BMW Motorsport Schnitzer Motorsport   | Jörg Müller JJ Lehto                                      | BMW M3 GTR                  | M    | 324   |
| 10         | GT        | 42 | BMW Motorsport Schnitzer Motorsport   | Jörg Müller JJ Lehto                                      | BMW 4.0L V8                 | M    | 324   |
| 11         | GTS       | 3  | Corvette Racing                       | Ron Fellows Johnny O'Connell Chris Kneifel                | Chevrolet Corvette C5-R     | G    | 322   |
| 11         | GTS       | 3  | Corvette Racing                       | Ron Fellows Johnny O'Connell Chris Kneifel                | Chevrolet 7.0L V8           | G    | 322   |
| 12         | GT        | 6  | Prototype Technology Group            | Boris Said Hans-Joachim Stuck Peter Cunningham            | BMW M3                      | Y    | 318   |
| 12         | GT        | 6  | Prototype Technology Group            | Boris Said Hans-Joachim Stuck Peter Cunningham            | BMW 3.2L I6                 | Y    | 318   |
| 13         | GT        | 00 | Larbre Compétition                    | Christophe Bouchut Patrice Goueslard Sébastien Dumez      | Porsche 911 GT3-RS          | M    | 317   |
| 13         | GT        | 00 | Larbre Compétition                    | Christophe Bouchut Patrice Goueslard Sébastien Dumez      | Porsche 3.6L Flat-6         | M    | 317   |
| 14         | GT        | 53 | Seikel Motorsport                     | Alex Caffi Fabio Babini Gabrio Rosa                       | Porsche 911 GT3-RS          | Y    | 312   |
| 14         | GT        | 53 | Seikel Motorsport                     | Alex Caffi Fabio Babini Gabrio Rosa                       | Porsche 3.6L Flat-6         | Y    | 312   |
| 15         | GT        | 69 | Kyser Racing                          | Jeffrey Pabst Kye Wankum Joe Foster                       | Porsche 911 GT3-R           | D    | 306   |
| 15         | GT        | 69 | Kyser Racing                          | Jeffrey Pabst Kye Wankum Joe Foster                       | Porsche 3.6L Flat-6         | D    | 306   |
| 16         | GT        | 36 | Jürgen Alzen Motorsport               | Jürgen Alzen Ulli Richter                                 | Porsche 911 GT3-RS          | Y    | 306   |
| 16         | GT        | 36 | Jürgen Alzen Motorsport               | Jürgen Alzen Ulli Richter                                 | Porsche 3.6L Flat-6         | Y    | 306   |
| 17         | GT        | 58 | Freisinger Motorsport                 | Wolfgang Kaufmann Stéphane Ortelli                        | Porsche 911 GT3-RS          | Y    | 300   |
| 17         | GT        | 58 | Freisinger Motorsport                 | Wolfgang Kaufmann Stéphane Ortelli                        | Porsche 3.6L Flat-6         | Y    | 300   |
| 18         | GTS       | 45 | American Viperacing                   | Erik Messley Jeff Altenburg Stu Hayner                    | Dodge Viper GTS-R           | D    | 298   |
| 18         | GTS       | 45 | American Viperacing                   | Erik Messley Jeff Altenburg Stu Hayner                    | Dodge 8.0L V10              | D    | 298   |
| 19         | GT        | 09 | Cirtek Motorsport                     | Keith Alexander Chris Gleason Gavin Pickering             | Porsche 911 GT3-RS          | D    | 293   |
| 19         | GT        | 09 | Cirtek Motorsport                     | Keith Alexander Chris Gleason Gavin Pickering             | Porsche 3.6L Flat-6         | D    | 293   |
| 20 Kiesett | GT        | 59 | Freisinger Motorsport                 | Klaus Horn Nigel Smith                                    | Porsche 911 GT3-RS          | Y    | 276   |
| 20 Kiesett | GT        | 59 | Freisinger Motorsport                 | Klaus Horn Nigel Smith                                    | Porsche 3.6L Flat-6         | Y    | 276   |
| 21 Kiesett | GT        | 66 | The Racer's Group                     | Kevin Buckler Tom McGlynn Stephen Earle                   | Porsche 911 GT3-RS          | Y    | 271   |
| 21 Kiesett | GT        | 66 | The Racer's Group                     | Kevin Buckler Tom McGlynn Stephen Earle                   | Porsche 3.6L Flat-6         | Y    | 271   |
| 22         | GTS       | 44 | American Viperacing                   | Tom Weickardt Joe Ellis Andy Pardoe                       | Dodge Viper GTS-R           | D    | 235   |
| 22         | GTS       | 44 | American Viperacing                   | Tom Weickardt Joe Ellis Andy Pardoe                       | Dodge 8.0L V10              | D    | 235   |
| 23 Kiesett | LMP900    | 16 | Dyson Racing Team                     | Butch Leitzinger Elliott Forbes-Robinson James Weaver     | Riley & Scott MkIIIC        | G    | 205   |
| 23 Kiesett | LMP900    | 16 | Dyson Racing Team                     | Butch Leitzinger Elliott Forbes-Robinson James Weaver     | Lincoln (Élan) 6.0L V8      | G    | 205   |
| 24 Kiesett | GT        | 43 | BMW Motorsport Schnitzer Motorsport   | Dirk Müller Fredrik Ekblom                                | BMW M3                      | M    | 168   |
| 24 Kiesett | GT        | 43 | BMW Motorsport Schnitzer Motorsport   | Dirk Müller Fredrik Ekblom                                | BMW 3.2L I6                 | M    | 168   |
| 25 Kiesett | LMP900    | 72 | Pescarolo Sport                       | Jean-Christophe Boullion Sébastien Bourdais Laurent Redon | Courage C60                 | M    | 167   |
| 25 Kiesett | LMP900    | 72 | Pescarolo Sport                       | Jean-Christophe Boullion Sébastien Bourdais Laurent Redon | Peugeot A32 3.2L Turbo V6   | M    | 167   |
| 26 Kiesett | GT        | 07 | RWS Motorsport                        | Norman Simon Dieter Quester Philipp Peter                 | Porsche 911 GT3-R           | D    | 127   |
| 26 Kiesett | GT        | 07 | RWS Motorsport                        | Norman Simon Dieter Quester Philipp Peter                 | Porsche 3.6L Flat-6         | D    | 127   |
| 27 Kiesett | GT        | 15 | Dick Barbour Racing                   | Mark Neuhaus Grady Willingham Randy Wars                  | Porsche 911 GT3-R           | D    | 121   |
| 27 Kiesett | GT        | 15 | Dick Barbour Racing                   | Mark Neuhaus Grady Willingham Randy Wars                  | Porsche 3.6L Flat-6         | D    | 121   |
| 28 Kiesett | LMP900    | 50 | Panoz Motor Sports                    | Jan Magnussen David Brabham                               | Panoz LMP07                 | M    | 109   |
| 28 Kiesett | LMP900    | 50 | Panoz Motor Sports                    | Jan Magnussen David Brabham                               | Élan (Zytek) 4.0L V8        | M    | 109   |
| 29 Kiesett | GT        | 17 | Trinkler Racing                       | Owen Trinkler Andy Lally B.J. Zacharias                   | Chevrolet Corvette C5 LM-GT | G    | 108   |
| 29 Kiesett | GT        | 17 | Trinkler Racing                       | Owen Trinkler Andy Lally B.J. Zacharias                   | Chevrolet 5.7L V8           | G    | 108   |
| 30 Kiesett | LMP675    | 11 | Roock-KnightHawk Racing               | Steven Knight Mel Hawkins Claudia Hürtgen                 | Lola B2K/40                 | A    | 105   |
| 30 Kiesett | LMP675    | 11 | Roock-KnightHawk Racing               | Steven Knight Mel Hawkins Claudia Hürtgen                 | Nissan (AER) VQL 3.4L V6    | A    | 105   |
| 31 Kiesett | GT        | 98 | Kelly-Moss Motorsports                | Cort Wagner Rick Polk Darren Law                          | Porsche 911 GT3-R           | Y    | 68    |
| 31 Kiesett | GT        | 98 | Kelly-Moss Motorsports                | Cort Wagner Rick Polk Darren Law                          | Porsche 3.6L Flat-6         | Y    | 68    |
| 32 Kiesett | GT        | 52 | Seikel Motorsport                     | Brian Burgess Philip Collin Andrew Bagnall                | Porsche 911 GT3-RS          | Y    | 60    |
| 32 Kiesett | GT        | 52 | Seikel Motorsport                     | Brian Burgess Philip Collin Andrew Bagnall                | Porsche 3.6L Flat-6         | Y    | 60    |
| 33 Kiesett | GT        | 10 | Prototype Technology Group            | Bill Auberlen Joey Hand Niclas Jönsson                    | BMW M3                      | Y    | 57    |
| 33 Kiesett | GT        | 10 | Prototype Technology Group            | Bill Auberlen Joey Hand Niclas Jönsson                    | BMW 3.2L I6                 | Y    | 57    |
| 34 Kiesett | GT        | 12 | Aspen Knolls MCR                      | Shane Lewis Vic Rice Bob Mazzuoccola                      | Callaway C12-R              | G    | 50    |
| 34 Kiesett | GT        | 12 | Aspen Knolls MCR                      | Shane Lewis Vic Rice Bob Mazzuoccola                      | Chevrolet 7.0L V8           | G    | 50    |
| 35 Kiesett | GT        | 99 | Kelly-Moss Motorsports                | Anthony Lazzaro David Murry                               | Porsche 911 GT3-RS          | Y    | 47    |
| 35 Kiesett | GT        | 99 | Kelly-Moss Motorsports                | Anthony Lazzaro David Murry                               | Porsche 3.6L Flat-6         | Y    | 47    |
| 36 Kiesett | LMP900    | 51 | Panoz Motor Sports                    | Klaus Graf Gualter Salles                                 | Panoz LMP07                 | M    | 116   |
| 36 Kiesett | LMP900    | 51 | Panoz Motor Sports                    | Klaus Graf Gualter Salles                                 | Élan (Zytek) 4.0L V8        | M    | 116   |
| Kizárva†   | GT        | 34 | Orbit                                 | Leo Hindery Peter Baron Gian Liugi Buitoni                | Porsche 911 GT3-RS          | D    | 84    |
| Kizárva†   | GT        | 34 | Orbit                                 | Leo Hindery Peter Baron Gian Liugi Buitoni                | Porsche 3.6L Flat-6         | D    | 84    |
| Kizárva†   | GT        | 47 | Broadfoot Racing                      | John Warner Allan Ziegelman Paco Orti                     | Porsche 911 GT3-R           | D    | 64    |
| Kizárva†   | GT        | 47 | Broadfoot Racing                      | John Warner Allan Ziegelman Paco Orti                     | Porsche 3.6L Flat-6         | D    | 64    |
| Kiesett    | GT        | 30 | Petersen Motorsports                  | Johnny Mowlem Bob Wollek Michael Peterseon                | Porsche 911 GT3-R           | M    | -     |
| Kiesett    | GT        | 30 | Petersen Motorsports                  | Johnny Mowlem Bob Wollek Michael Peterseon                | Porsche 3.6L Flat-6         | M    | -     |
| Kiesett    | GT        | 35 | Orbit                                 | Tony Kester Richard Millman Tommy Byrne                   | Porsche 911 GT3-RS          | D    | -     |
| Kiesett    | GT        | 35 | Orbit                                 | Tony Kester Richard Millman Tommy Byrne                   | Porsche 3.6L Flat-6         | D    | -     |